# 八重山列島

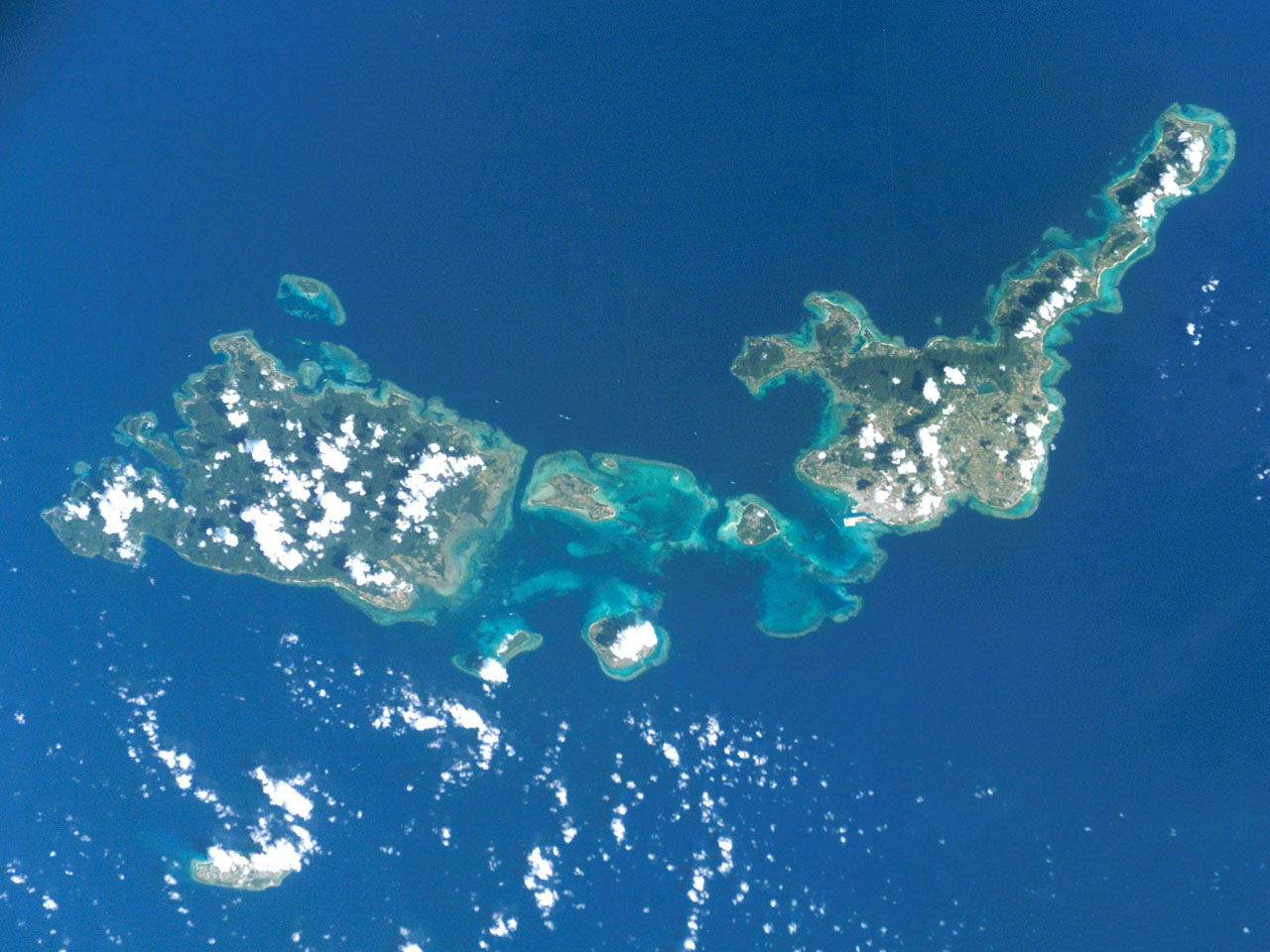
八重山列島の衛星写真（与那国島を除く）

八重山列島（やえやまれっとう、八重山語: ヤイマ、与那国語: ダーマ、沖縄語: エーマ）または八重山諸島（やえやましょとう）は、南西諸島西部の島嶼群で、宮古列島とともに先島諸島の一部を成す。

## 概要
中心となる石垣島をはじめ、竹富島、小浜島、黒島、新城島（上地島、下地島）、西表島、由布島、鳩間島、有人島では日本最南端の波照間島などの石西礁湖周辺の島々と、これらから西に離れた日本最西端の与那国島の合計12の有人島、及び、多くの無人島からなる島嶼群である。面積では沖縄県全体の約4分の1に相当し、県内では沖縄本島に次いで西表島が2番目、石垣島は3番目の大きさである。主島の石垣島から沖縄本島までの距離は約411キロメートル、台湾までの距離は約277キロメートル。
行政区分では、沖縄県石垣市、八重山郡竹富町及び与那国町の1市2町からなり、有人島では、石垣島が石垣市、与那国島が与那国町にそれぞれ属し、他の10島はすべて竹富町に属する。豊かな自然に恵まれ国指定の天然記念物が多数ある一方、1771年の八重山地震に伴う明和大津波や風土病のマラリア（1962年に撲滅）で多くの人命が失われるなど、過酷な歴史がある。

## 名称
「八重山」の名称の由来には諸説がある。1719年に琉球を訪れた中国人・徐葆光の著書『中山伝言録』には、「八重山、一名北木山、土名彜師加紀、又名爺馬」との記載がある。このうち、「彜師加紀」は「いしかき」、「爺馬」は「やま」と読むとされる。この記載では現在の八重山列島と石垣島とが区別されておらず、「八重山」が石垣島のことを指しているとも解される。「八重山」は「爺馬」と同じく「やま」への当て字であると考えられている。後の文献では離島も含めなぜ「八重山」と表記されるかは諸説あり、未だに決め手がない。
「八重山」は、八重山方言では「ヤイマ」（国際音声記号で[jaima]）、沖縄方言では「エーマ」（[eːma]）、与那国島では「ダーマ」（[daːma]）と発音される。

## 島嶼
面積0.01平方キロメートル以上の島
| 島名           | よみ                      | 有人/無人 | 面積 （km2） | 順位 （県内） | 自治体   | 別名・別表記 | 備考                  |
| -------------- | ------------------------- | --------- | ------------ | ------------- | -------- | ------------ | --------------------- |
| 西表島         | いりおもてじま            | 有人島    | 289.62       | 2             | 竹富町   |              | 指定離島              |
| 石垣島         | いしがきじま              | 有人島    | 222.24       | 3             | 石垣市   |              | 指定離島              |
| 与那国島       | よなぐにじま              | 有人島    | 28.95        | 8             | 与那国町 |              | 指定離島              |
| 波照間島       | はてるまじま              | 有人島    | 12.73        | 14            | 竹富町   |              | 指定離島              |
| 黒島           | くろしま                  | 有人島    | 10.02        | 16            | 竹富町   |              | 指定離島              |
| 小浜島         | こはまじま                | 有人島    | 7.86         | 18            | 竹富町   |              | 指定離島              |
| 竹富島         | たけとみじま              | 有人島    | 5.43         | 24            | 竹富町   |              | 指定離島              |
| 内離島         | うちばなりじま            | 無人島    | 2.10         | 34            | 竹富町   |              | 指定離島              |
| 新城島（上地） | あらぐすくじま （かみぢ） | 有人島    | 1.76         | 37            | 竹富町   | 上地島       | 指定離島              |
| 新城島（下地） | あらぐすくじま （しもぢ） | 有人島    | 1.57         | 40            | 竹富町   | 下地島       | 指定離島              |
| 外離島         | そとばなりじま            | 無人島    | 1.32         | 43            | 竹富町   |              | 指定離島              |
| 鳩間島         | はとまじま                | 有人島    | 0.96         | 48            | 竹富町   |              | 指定離島              |
| 嘉弥真島       | かやまじま                | 有人島    | 0.39         | 61            | 竹富町   | 加屋真島     | 指定離島              |
| 小島           | こじま                    | 無人島    | 0.37         | 62            | 石垣市   | 川平湾小島   | 指定離島 川平湾内の島 |
| 仲御神島       | なかのうがんじま          | 無人島    | 0.22         | 78            | 竹富町   | 仲の神島     |                       |
| 由布島         | ゆぶしま                  | 有人島    | 0.15         | 82            | 竹富町   |              | 指定離島              |
| ウ離島         | うばなりじま              | 無人島    | 0.05         | 99            | 竹富町   |              |                       |
| 大地離島       | だいちばなりじま          | 無人島    | 0.02         | 125           | 石垣市   |              |                       |
| 平離島         | ひらばなりじま            | 無人島    | 0.02         | 126           | 石垣市   |              |                       |
| マジパナリ     | まじぱなり                | 無人島    | 0.02         | 128           | 石垣市   | 真謝離       | 川平湾内の島          |
| 祖納地崎       | そないじざき              | 無人島    | 0.02         | 129           | 与那国町 |              |                       |
| 鳩離島         | はとぱなりじま            | 無人島    | 0.01         | 159           | 竹富町   |              |                       |
| 赤離島         | あかぱなりじま            | 無人島    | 0.01         | 160           | 竹富町   |              |                       |

その他の島（すべて無人島）
| 島名           | よみ               | 自治体 | 別名・別表記     | 備考         |
| -------------- | ------------------ | ------ | ---------------- | ------------ |
| 婿離           | むくぱなり         | 石垣市 |                  | 川平湾内の島 |
| 嫁離           | ゆみぱなり         | 石垣市 |                  | 川平湾内の島 |
| マヤ離         | まやぱなり         | 石垣市 |                  | 川平湾内の島 |
| サイ離         | さいぱなり         | 石垣市 |                  | 川平湾内の島 |
| クバ離         | くばぱなり         | 石垣市 |                  | 川平湾内の島 |
| キダ離         | きだぱなり         | 石垣市 |                  | 川平湾内の島 |
| チャバンチキ離 | ちゃばんちきぱなり | 石垣市 | チャバンチィキ離 | 川平湾内の島 |
| 浜島           | はまじま           | 竹富町 |                  |              |
| 平西島         | ぴにしじま         | 竹富町 |                  |              |

## 地理

### 地勢
面積が100平方キロメートル以上の島は西表島（289.61平方キロメートル）と石垣島（222.25平方キロメートル）の2島である。いずれも古見岳や於茂登岳など、標高500メートル程度に達する山塊を含む高島で、河川も比較的よく発達している。それ以外の島は隆起珊瑚礁の低島で、標高も100メートルに達しない。

### 生物的自然
低地の隆起珊瑚礁には、熱帯要素の強い植物群落が成立する。内湾や河口域にはマングローブ林が発達するが、その種数は日本の他地域より多く、たとえばマヤプシキは日本ではこの地域でしか見られないし、より熱帯域では普通種であるニッパヤシやゴバンノアシもわずかに観察される。より内陸の低地でもウラジロアカメガシワやオオイワガネなど、いずれも熱帯域に広く分布するもので、日本ではこの地域でしか見られないものである。
石垣島、西表島には標高500メートル程度の山塊があり、水条件もよいため、その多くは照葉樹林に覆われていた。ただし、特に石垣島では開発のためにその面積を大きく減じている。このような森林はオキナワウラジロガシなどを主体としたもので、ヒカゲヘゴなどの木生シダを多く含んでいる。また着生植物にとみ、リュウキュウセッコクやリュウキュウトリノスシダの大株にアマモシシラン (Vittaria zosterifolia) がさらに着生して樹状に大きな塊を作り、またツルアダンが多数這い上る姿は、日本の他地域では見られない特徴となっている。
この地域はカンムリワシ、サキシマハブ、イシガキケブトハナカミキリなど、固有種が多く、その多くは石垣島、西表島に分布する。イリオモテヤマネコのように西表島にのみ分布するものもあるが、多くは両島に分布するものである。

## 歴史
15世紀末、八重山諸島ではオヤケアカハチと琉球王府に従属的な長田大主が覇を競ったが、1500年、オヤケアカハチが琉球王国への朝貢を断ったために尚真王に討伐され（オヤケアカハチの乱）、八重山諸島は琉球王国の支配下に入った。1524年、竹富島出身で琉球王府に仕えた西塘が竹富大首里大屋子の頭職に任じられ、竹富島に蔵元を開いて八重山を統治した。
1628年には宮良・大浜・石垣の3つの間切が設けられて頭職が置かれ、1632年には王府から在番が派遣されるようになった。1641年には大和在番が置かれ、薩摩藩の役人が駐在したが、7年後の1648年に廃止された。1637年には人頭税が導入され、1903年に廃止されるまで課された。
明治時代に入ると、1908年に島嶼町村制が施行されて間切が廃止され、八重山諸島全域をひとつの自治体として八重山村が置かれた。しかし、範囲が広大で交通が困難であったため、1914年に石垣村・大浜村（ともに現在の石垣市）・竹富村（現在の竹富町）・与那国村（現在の与那国町）に分村した。
1940年7月7日、台風が接近して八重山諸島全体で家屋705戸が倒壊する被害。 
太平洋戦争中、連合軍が八重山諸島に上陸することはなかった。しかし、空襲や艦砲射撃での死者は判明しているだけで178人おり、当時の人口3万1681人のうち、マラリア罹患者が1万6884人で罹患率は53.29%、戦争マラリアでの死者は3,647人にのぼる。

## 交通
2008年の有村産業によるフェリー航路の運航休止（事実上の廃止）以降、八重山列島内と域外の間の公共交通機関による移動は航空路線のみに限られている。

### 空港
以下の3つの空港がある。
- 石垣空港（石垣島）
- 与那国空港（与那国島）
- 波照間空港（波照間島）

八重山列島内では石垣空港 - 与那国空港間に定期路線がある。波照間空港には2008年以降定期便が就航していない。

### 航路
以下の定期航路がある。石垣港を中心とした路線網が構成されている。
- 石垣島（石垣港） - 竹富島（竹富東港）・小浜島（小浜港）・黒島（黒島港）・西表島（大原港・上原港）・鳩間島（鳩間港）：安栄観光および八重山観光フェリーが高速船と貨客船（フェリー）を運航[注 4]。
- 石垣島（石垣港） - 波照間島（波照間港）：安栄観光が高速船と貨客船（フェリー）を運航。
- 石垣島（石垣港） - 与那国島（久部良港）：福山海運が貨客船（フェリー）を運航。
- 西表島（白浜港） - 西表島（船浮港）：船浮海運が旅客船を運航。西表島内の他地域と道路網が接続されていない船浮集落への唯一の交通手段。

### 道路
八重山諸島の各島間に架橋は存在しておらず、島を跨ぐ移動はもっぱら航路または航空路線に頼っている。

## 放送
テレビ・ラジオとも、石垣島の石垣中継局は石垣島、西表島東部、そして両島間にある周辺の島々（竹富島・小浜島・黒島ほか）、さらに石垣島から約60キロメートル離れた波照間島をカバーしている（石垣島のテレビの場合、南部は石垣中継局、北部は川平テレビ中継局がカバーしている）。また祖納テレビ中継局は西表島西部と鳩間島、与那国中継局は与那国島をそれぞれカバーしている。

### ラジオ
- NHKと民放の琉球放送（RBCiラジオ）・ラジオ沖縄 (ROK) が石垣島・西表島・与那国島にそれぞれ中継局がある。なおFM沖縄は中継局が設置されていない。
  - NHKは1972年6月に石垣島にラジオ第1と第2の中継局を設置、1976年には石垣島と与那国島にFM放送の中継局が設置された。
  - 長らくAMが石垣局が八重山全域、FMは石垣局が石垣・竹富両市町、与那国局が与那国島をそれぞれカバーしていたが、AM（中波）では隣国の台湾島や中国大陸等の放送局との混信で、特に西表島西部や与那国島では夜間のAMの受信は困難で短波のNHKの国際放送を受信する人も少なくなかった。そこで1991年11月に西表島西部（祖納）にラジオ第1が、2003年10月には同じくラジオ第2、与那国島にラジオ第1と第2がFMによる中継局を設置し、AMに関しては受信状況がかなり改善された（西表島西部はFM放送の中継局は未設置だが石垣島中継局からの電波で受信可能）。
  - 民放は長らくRBCiラジオが宮古島にある中継局、ラジオ沖縄は沖縄本島の親局から直接受信していたが、NHK同様夜間になると台湾や中国大陸等からの混信で、西表島西部と与那国島では受信不可能だった（石垣島では一部地域で親子ラジオの中央放送社がRBCiラジオを再送信していた）。そこでNHKに続いて2004年4月にRBCiラジオとラジオ沖縄も石垣島・西表島・与那国島にFMによる中継局を設置した。
- 2007年7月に八重山地域では初のコミュニティFMとなるFMいしがきが開局し、石垣島の南側の大半と同島に近い竹富町の離島で聴取可能となったほか、インターネット経由での聴取も可能となった。
- なお、エフエム沖縄は中継局がないが、radiko（県内無料コース）にて聴取することは可能。

ラジオ中継局周波数一覧
| 所在地   | 出力                                                         | NHK1     | NHK2     | NHKFM              | RBCi     | ROK      | FMいしがき |
| -------- | ------------------------------------------------------------ | -------- | -------- | ------------------ | -------- | -------- | ---------- |
| 石垣島   | NHK1とNHK2は1 kW、NHKFMと民放ラジオは100 W、FMいしがきは20 W | 540 kHz  | 1521 kHz | 87.0 MHz, 77.7 MHz | 78.5 MHz | 79.9 MHz | 76.1 MHz   |
| 西表島   | すべて10 W                                                   | 85.2 MHz | 83.1 MHz |                    | 83.9 MHz | 81.5 MHz |            |
| 与那国島 | すべて10 W                                                   | 83.5 MHz | 80.3 MHz | 85.8 MHz           | 84.7 MHz | 79.5 MHz |            |

### テレビジョン
- NHKと民放が地上アナログテレビ放送・地上デジタルテレビ放送ともに石垣島の石垣と川平、西表島西部の祖納、与那国島に中継局がある。ただし琉球朝日放送 (QAB) はデジタルのみである。
- 地上アナログ放送は民放がいずれもUHFでの放送のため、RBCテレビは10チャンネル、OTVは8チャンネルと親局と同じチャンネルに合わせているところが多く、石垣島の日刊紙八重山毎日新聞や八重山日報のラテ欄でもRBCは10チャンネル、OTVは8とチャンネル表示している（NHKは石垣局のチャンネルを表示、また西表局エリアではNHK総合が8チャンネルであるためOTVは他の空チャンネルにリモコンを合わせる）。
  - NHKは前身の沖縄放送協会 (OHK) が1967年12月22日に八重山地域の親局となる石垣局が宮古島と同時に開局。翌日には川平局、西表（祖納）局、与那国局が開局した。当時は沖縄本島～宮古島、同島～石垣島には海底ケーブルが未敷設だったため沖縄本島（1968年12月に開局）や宮古島とは別々の番組編成だった。1972年5月の本土復帰と同時にNHKの総合テレビとなるが親局だった石垣局（八重山局）は宮古局に統合され、宮古総合テレビジョンの中継局となった。しかし本島と宮古島には海底ケーブルが未敷設だったため本島とは別の番組編成だった。このため朝の連続テレビ小説や大河ドラマ等は1日～1週遅れ、大晦日恒例の紅白歌合戦は翌日の元日の夜に放送された。
  - 1976年12月にようやく本島と宮古島に海底ケーブルが敷設され、ようやく本島・日本本土と終日同時放送となり、あわせて教育テレビの放送も開始された。
  - 1980年代前半には石垣島にケーブルテレビの石垣ケーブルテレビが開局し、民放の番組を時差配信した。
  - 1993年12月16日にようやく民放の琉球放送 (RBC) と沖縄テレビ (OTV) が放送開始、これまでNHKしかなかった多くの八重山の住民にとっては念願の民放開局だった。
  - 2008年12月にNHKの石垣局で地上デジタルテレビ放送が開始され、2009年4月にNHKの石垣局以外の中継局（川平・祖納・与那国・内道）、10月には民放も全局で開始されアナログでは未放送だった琉球朝日放送 (QAB) も放送が開始された。
- NHKのアナログ放送は電波を伝送するため高い出力で電波を出していたが、西表～与那国の伝送方法が改善し、1998年に西表局は100 Wから30 Wに減力、与那国局はVHFからUHFに切り替えた。川平局が500 Wで出しているのは西表局へ伝送するため。民放も石垣から与那国へ伝送している。
- 琉球朝日放送 (QAB) は開局以来長らくアナログ中継局を設置しておらず、ケーブルでの再配信も行われていないので受信できなかったが、2009年に開局14年にしてようやくデジタル放送開始とともに見られるようになり、テレビ朝日系の番組も14年ぶりに見られるようになった。
- 2011年7月24日、23時59分ごろ、NHKは本島と同時に停波したが、那覇では23時54分に停波した民間放送が沖縄で最後に砂嵐状態になったのは与那国島であり（NHKの係員は現地でスイッチを切っているが民間放送までスイッチを切ったかは不明、キャリア切れの自動停波だと約5分かかる）、これを以て沖縄県のアナログテレビ放送は52年弱の歴史に幕を閉じている。

テレビ中継局一覧
| 所在地   | 中継局名 | （種別）     | 出力           | 総合   | 教育   | RBC    | OTV    | QAB    |
| -------- | -------- | ------------ | -------------- | ------ | ------ | ------ | ------ | ------ |
| 石垣島   | 石垣     | （アナログ） | 1 kW           | 9      | 12     | 30     | 28     |        |
| 石垣島   | 石垣     | （デジタル） | 100 W          | 26 (1) | 24 (2) | 33 (3) | 35 (8) | 36 (5) |
| 石垣島   | 川平     | （アナログ） | V500 W, U300 W | 11     | 6      | 44     | 46     |        |
| 石垣島   | 川平     | （デジタル） | 30 W           | 22 (1) | 18 (2) | 19 (3) | 20 (8) | 21 (5) |
| 西表島   | 祖納     | （アナログ） | V30 W, U100 W  | 8      | 1      | 23     | 25     |        |
| 西表島   | 祖納     | （デジタル） | 1 W            | 17 (1) | 13 (2) | 32 (3) | 42 (8) | 48 (5) |
| 与那国島 | 与那国   | （アナログ） | 10W            | 37     | 39     | 41     | 43     |        |
| 与那国島 | 与那国   | （デジタル） | 1 W            | 36 (1) | 45 (2) | 29 (3) | 35 (8) | 47 (5) |
| 与那国島 | 内道     | （アナログ） | 0.1 W          | 49     | 51     | 53     | 55     |        |
| 与那国島 | 内道     | （デジタル） | 0.01 W         | 19 (1) | 18 (2) | 20 (3) | 21 (8) | 22 (5) |

- アナログ放送は内道局を除いてNHKはVHF、民放 (RBC、OTV) はUHFで放送。
- デジタル放送のカッコ内の数字はリモコンキーIDの番号